# منتزعة الكبريت العملاقة
منتزعة الكبريت العملاقة (الاسم العلمي: Desulfovibrio giganteus) هي نوع من البكتيريا، سلبية الغرام، تتبع جنس منتزعة الكبريت.